# Barrhorn
Le Barrhorn est un sommet des Alpes valaisannes, en Suisse. Il culmine à 3 610 m d'altitude.